# Edwardsia intermedia
Edwardsia intermedia är en havsanemonart som beskrevs av McMurrich 1893. Edwardsia intermedia ingår i släktet Edwardsia och familjen Edwardsiidae. Inga underarter finns listade i Catalogue of Life.